# Hemisfério celestial norte

Representação esquemática da Terra e da esfera celeste. O hemisfério celestial norte corresponde à metade superior da esfera.

O hemisfério celestial norte, popularmente chamado também de céu boreal ou setentrional, é a metade norte resultante da interseção da esfera celeste com o plano do equador terrestre.